# ستروپکووو
ستروپکووو (به لهستانی:  Stropkowo) یک روستا در لهستان است که در گمینا زاویز واقع شده‌است.